# Ilunga Makabu
Ilunga Makabu "Junior" (ur. 8 listopada 1988 w Kanandze) – reprezentujący Republikę Konga zawodowy bokser, były mistrz świata WBC wagi junior ciężkiej.

## Kariera zawodowa
Zawodową karierę rozpoczął 20 czerwca  2008 od przegranej czterorundowej walki  (przez techniczny nokaut w pierwszej rundzie) z południowoafrykańskim bokserem Khayeni Hlungwane (debiut). Walka odbyła się w Carousel Hotel & Casino w mieście Temba w  prowincji North-West (RPA).
13 września 2008 odnosi pierwsze swoje zwycięstwo przez techniczny nokaut w pierwszej rundzie nad reprezentantem Zimbabwe Elvisem Moyo (debiut).
19 listopada 2011 zmierzył się z Brazylijczykiem Pedrem Otasem (23-1-0, 19KO). Dwunastorundową walkę zorganizowano w  Monte Casino, w Johannesburg (RPA) z udziałem Michaela Buffera. Przeważający Makabu zakończył pojedynek przez techniczny nokaut w jedenastej rundzie.

### Walka zDmytro Kucherem– o pasWBCSilver wagi junior ciężkiej
Do pojedynku doszło 13 lipca 2013 w "The Casino" w Monte Carlo w Monako. W dwunastorundowej wyrównanej walce "Junior" zwyciężył na punkty stosunkiem dwa do remisu z uchodzącym za faworyta Ukraińcem  Dmytro Kucherem (21-0-0, 15 KO), zdobywając pas WBC Silver wagi junior ciężkiej. Była to jego piętnasta walka na zawodowym ringu.
31 sierpnia 2013 w Emperor's Palace, Kempton Park, Gauteng w Południowej Afryce, wygrał z Amerykaninem Erikiem Fieldsem (22-2, 16 KO) przez nokaut  w  piątej rundzie,  trafieniem  lewym sierpowym na głowę. Tym samym Ilunga obronił "Srebrny" pas federacji WBC.
1 lutego 2014 w Monte Carlo  pokonał przez nokaut w drugiej rundzie Argentyńczyka Rubena Angela Mino (20-1, 20 KO).
28 czerwca 2014 w Kinszasie w stolicy Demokratycznej Republice Konga pokonał przez  techniczny nokaut w dziewiątej rundzie Jamajczyka byłego Mistrza świata wagi półciężkiej IBF Glena Johnsona (54-18-2, 37 KO). Stawką pojedynku był pas WBC International wagi junior ciężkiej.
5 grudnia 2014 w Luxembourgu pokonał przez  techniczny nokaut w trzeciej rundzie Węgra Tamasa Bajzatha (10-12-1, 5 KO).

### Walka zThabiso Mchunu– eliminator do walki o mistrzostwo świata federacji WBC[7]
16 maja 2015 w Durbanie w Republice Południowej Afryki w pojedynku o status oficjalnego pretendenta do tytułu WBC w wadze junior ciężkiej, reprezentant Kongo znokautował w jedenastej rundzie Thabiso Mchunu (17-1, 11 KO). Po pierwsze czterech rundach wygrywał na punkty Mchunu (39:37 i 40:36, 40:36). W połowie pojedynku przewagę zaczął uzyskiwac Makabu, który w jedenastej rundzie  po lewy podbródkowy poparty lewym sierpem zakończył starcie.

### Walka z Tonym Bellewem o mistrzostwo świata federacji WBC
Mistrz świata Grigorij Drozd dwukrotnie wycofał się z powodu kłopotów zdrowotnych z konfrontacji z reprezentantem Konga. Władze WBC postanowiły nadać Rosjaninowi status "Mistrza w zawieszeniu" i wytypować Makabu do walki o wakat z kolejnym zawodnikiem w rankingu, Tonym Bellewem (26-2-1, 16 KO). Walka odbyła  się 29 maja 2016 na stadionie Goodison Park  w Liverpoolu. Na początku trzeciej rundy  Brytyjczyk znokautował faworyzowanego pięściarza z Kongo, zdobywając tytuł mistrza świata.

### Kolejne pojedynki
28 kwietnia 2017 w Brakpan znokautował w piątej  rundzie pięściarza z Zimbabwe, Chamunorwa Gonorenda (9-12-0, 6 KO).
25 sierpnia 2017 w Harare, znokautował w czwartej rundzie reprezentanta Malawi Mussę Ajibu (28-10-5, 24 KO).
25 sierpnia 2018 w Kinshasie pokonał przez techniczny nokaut w piątej rundzie Gabończyka Taylora Mabikę (19-3-1, 10 KO) zdobywając pas WBC International.
16 czerwca 2019 w Jekaterynburgu pokonał przez techniczny nokaut w piątej rundzie Rosjanina Dimitrija Kudriaszowa (23-3, 23 KO).
24 sierpnia 2019 w Czelabińsku pokonał stosunkiem głosów dwa do remisu (114:114 i dwukrotnie 115:113) Rosjanina Aleksieja Papina (11-1, 10 KO).

### Walka o mistrzostwo świata WBC z Michałem Cieślakiem
31 stycznia 2020 roku w Kinszasie przystąpił do walki o wakujący pas mistrza świata WBC wagi junior ciężkiej z Michałem Cieślakiem (19-1, 13 KO). Wygrał tę walkę jednogłośnie na punkty (114-112, 116-111, 115-111) i został nowym czempionem.

### Utrata mistrzowskiego tytułu
26 lutego 2023 roku w Diriyah Arena w Dżudzie przegrał przez TKO w 12. rundzie walkę ze Szwedem Badou Jackiem (28-3-3, 17 KO) i stracił w ten sposób w piątej obronie tytuł mistrza świata federacji WBC w wadze junior ciężkiej.

## Pozycje w rankingach
We wrześniu 2013 roku zajmował 3. miejsce w rankingu WBA.  

## Poza ringiem
Makabu urodził się w bokserskiej rodzinie. Ojciec był mistrzem DRK, walczył pod pseudonimem "Makumba Foreman". W Republice Południowej Afryki poślubił drugą żonę, pierwsza pozostała w Demokratycznej Republice Konga. Ma ośmioro dzieci.

## Lista walk na zawodowym ringu
| Legenda |
| SD – decyzja niejednogłośna \| D – remis \| TKO – techniczny nokaut \| MD – decyzja większości sędziów \| DQ – dyskwalifikacja \| NC – walka nieodbyta \| RTD – poddanie przez narożnik \| KO – nokaut |

TKO – techniczny nokaut, KO – nokaut, UD – jednogłośna decyzja, SD- niejednogłośna decyzja, MD – decyzja większości, PTS – walka zakończona na punkty